# Austronymphes insularis
Austronymphes insularis är en insektsart som beskrevs av Peter Esben-Petersen 1914. 
Austronymphes insularis ingår i släktet Austronymphes och familjen Nymphidae. Inga underarter finns listade i Catalogue of Life.